# DFS Olympia Meise
DFS Olympia Meise je bilo visokokrilno jadralno letalo, ki ga je zasnoval nemški Deutsche Forschungsanstalt für Segelflug (DFS) v poznih 1930ih. Olympia Meise je imela lesen trup in akrilno steklo na kabini. Letalo se je lahko lansiralo z vitlom ali pa v aerovleki. Olympia Meise je bila zasnovana za olimpijske igre leta 1940, vendar zaradi vojne do teh iger ni prišlo.

## Specifikacije (Olympia Meise 51)
Podatki iz The World's Sailplanes:Die Segelflugzeuge der Welt:Les Planeurs du Monde
Splošne značilnosti
- Posadka: 1
- Dolžina: 7,3 m (23 ft 11 in)
- Razpon kril: 15 m (49 ft 3 in)
- Širina: 0,58 m (1 ft 11 in) (trup)
- Površina kril: 15 m2 (160 sq ft)
- Vitkost: 1,5
- Teža praznega letala: 165 kg (364 lb) opremljen
- Maks. vzletna teža: 290 kg (639 lb)

Zmogljivost
- Neprekoračljiva hitrost: 220 km/h (137 mph; 119 kn)
- Hitrost v aerovleki: 100 km/h (62,1 mph; 54,0 kn)
- Hitrost pri vzletu z vitlom: 80 km/h (49,7 mph; 43,2 kn)
- Jadralno število: 25 pri 70 km/h (43,5 mph; 37,8 kn)
- Hitrost padanja: 0,67 m/s (132 ft/min) at 60 km/h (37,3 mph; 32,4 kn)
- Obremenitev kril: 17 kg/m2 (3,5 lb/sq ft)